# Harald Bergstedt
Harald Bergstedt (Harald Alfred Petersen; ur. 10 sierpnia 1877 w Køge, zm. 19 września 1965 w Kopenhadze) – duński pisarz, dramaturg i poeta.

## Adaptacje filmowe
- 1930: Odpust na świętego Jorgena[1]